# Maria Alice di Sassonia
Maria Alice di Sassonia, in tedesco Maria Alix Luitpolda Anna Henriette Germana Agnes Damiana Michaela von Sachsen (Dresda, 27 dicembre 1901 – Hechingen, 11 dicembre 1990), fu una principessa della casata di Sassonia.

## Biografia
Maria Alice era la sesta figlia del re Federico Augusto III di Sassonia e di sua moglie, l'arciduchessa Luisa d'Asburgo-Toscana. Tra i suoi fratelli vi furono Giorgio e Federico Cristiano, margravio di Meissen. Lei e la sorella, Margherita Carola, sposarono due fratelli gemelli, rispettivamente Francesco Giuseppe e Federico Vittorio di Hohenzollern-Sigmaringen.
Dopo che il padre venne costretto all'abdicazione dalla rivoluzione tedesca del 1918, nel 1919 lasciò Dresda e seguì il padre al castello di Szczodre (ted. Sybillenort) nella Slesia Inferiore. Dopo il suo matrimonio nel 1921, si stabilì a Hechingen col marito ove morì l'11 dicembre 1990.

## Matrimonio e figli
Il 25 maggio 1921, Maria Alice sposò il principe Francesco Giuseppe di Hohenzollern-Emden, figlio di Guglielmo di Hohenzollern-Sigmaringen e fratello gemello di Federico Vittorio di Hohenzollern-Sigmaringen. La coppia ebbe i seguenti figli:
- Carlo Antonio Federico Guglielmo Luigi Maria Giorgio Manuele Rupprecht Enrico Benedetto Tassilo (28 gennaio 1922, Monaco di Baviera - 3 novembre 1993, Hechingen), sposò a Roma il 15 agosto 1951 Alexandra Afif (16 novembre 1919 - 26 giugno 1996)
- Mainardo Leopoldo Maria Federico Cristiano Ferdinando Alberto (17 gennaio 1925, Sigmaringen), sposò il 25 agosto 1971 civilmente e l'11 settembre 1971 con rito religioso a Francoforte la baronessa Edina von Kap-Herr (n. 23 agosto 1938)
- Maria Margherita Anna Vittoria Luisa Giuseppina Matilde Teresa del Bambin Gesù (n. 2 gennaio 1928, Sigmaringen - 4 agosto 2006, Hechingen), sposò con rito civile a Hechingen il 18 dicembre 1965 e con rito religioso al Castello di Hohenzollern il 18 dicembre 1965 ul duca Carlo Gregorio di Meclemburgo-Strelitz, figlio secondogenito del duca Giorgio di Meclemburgo-Strelitz
- Emanuele Giuseppe Maria Guglielmo Ferdinando Burcardo (23 febbraio 1929, Monaco di Baviera - 8 febbraio 1999, Hechingen), sposò al Castello di Hohenzollern il 25 maggio 1968 la principessa Caterina Feodora Adelaide Sabina Sofia Felicita Siglinde di Sassonia-Weimar-Eisenach, nipote del granduca Guglielmo Ernesto di Sassonia-Weimar-Eisenach, dalla quale divorziò nel 1985

## Ascendenza
|                                   |                        |                                      | Genitori                              |  |  | Nonni |  |  | Bisnonni             |  |  | Trisnonni                |  |
|                                   |                        |                                      |                                       |  |  |       |  |  | Giovanni di Sassonia |  |  | Massimiliano di Sassonia |  |
|                                   |                        |                                      |                                       |  |  |       |  |  | Giovanni di Sassonia |  |  | Massimiliano di Sassonia |  |
|                                   |                        | Carolina di Borbone-Parma            |                                       |  |  |       |  |  | Giovanni di Sassonia |  |  |                          |  |
| Giorgio di Sassonia               |                        |                                      |                                       |  |  |       |  |  | Giovanni di Sassonia |  |  |                          |  |
|                                   |                        | Amalia Augusta di Baviera            | Massimiliano I Giuseppe di Baviera    |  |  |       |  |  |                      |  |  |                          |  |
|                                   |                        | Amalia Augusta di Baviera            | Massimiliano I Giuseppe di Baviera    |  |  |       |  |  |                      |  |  |                          |  |
|                                   |                        | Amalia Augusta di Baviera            | Carolina di Baden                     |  |  |       |  |  |                      |  |  |                          |  |
| Federico Augusto III di Sassonia  |                        | Amalia Augusta di Baviera            |                                       |  |  |       |  |  |                      |  |  |                          |  |
|                                   |                        | Ferdinando II del Portogallo         | Ferdinando di Sassonia-Coburgo-Kohary |  |  |       |  |  |                      |  |  |                          |  |
|                                   |                        | Ferdinando II del Portogallo         | Ferdinando di Sassonia-Coburgo-Kohary |  |  |       |  |  |                      |  |  |                          |  |
|                                   |                        | Ferdinando II del Portogallo         | Maria Antonia di Koháry               |  |  |       |  |  |                      |  |  |                          |  |
| Maria Anna Ferdinanda di Braganza |                        | Ferdinando II del Portogallo         |                                       |  |  |       |  |  |                      |  |  |                          |  |
|                                   |                        | Maria II del Portogallo              | Pietro I del Brasile                  |  |  |       |  |  |                      |  |  |                          |  |
|                                   |                        | Maria II del Portogallo              | Pietro I del Brasile                  |  |  |       |  |  |                      |  |  |                          |  |
|                                   |                        | Maria II del Portogallo              | Maria Leopoldina d'Asburgo-Lorena     |  |  |       |  |  |                      |  |  |                          |  |
| Maria Alice di Sassonia           |                        | Maria II del Portogallo              |                                       |  |  |       |  |  |                      |  |  |                          |  |
|                                   | Leopoldo II di Toscana | Ferdinando III di Toscana            |                                       |  |  |       |  |  |                      |  |  |                          |  |
|                                   | Leopoldo II di Toscana | Ferdinando III di Toscana            |                                       |  |  |       |  |  |                      |  |  |                          |  |
|                                   | Leopoldo II di Toscana | Luisa Maria Amalia di Borbone-Napoli |                                       |  |  |       |  |  |                      |  |  |                          |  |
| Ferdinando IV di Toscana          | Leopoldo II di Toscana |                                      |                                       |  |  |       |  |  |                      |  |  |                          |  |
|                                   |                        | Maria Antonia di Borbone-Due Sicilie | Francesco I delle Due Sicilie         |  |  |       |  |  |                      |  |  |                          |  |
|                                   |                        | Maria Antonia di Borbone-Due Sicilie | Francesco I delle Due Sicilie         |  |  |       |  |  |                      |  |  |                          |  |
|                                   |                        | Maria Antonia di Borbone-Due Sicilie | Maria Isabella di Spagna              |  |  |       |  |  |                      |  |  |                          |  |
| Luisa d'Asburgo-Toscana           |                        | Maria Antonia di Borbone-Due Sicilie |                                       |  |  |       |  |  |                      |  |  |                          |  |
|                                   |                        | Carlo III di Parma                   | Carlo II di Parma                     |  |  |       |  |  |                      |  |  |                          |  |
|                                   |                        | Carlo III di Parma                   | Carlo II di Parma                     |  |  |       |  |  |                      |  |  |                          |  |
|                                   |                        | Carlo III di Parma                   | Maria Teresa di Savoia                |  |  |       |  |  |                      |  |  |                          |  |
| Alice di Borbone-Parma            |                        | Carlo III di Parma                   |                                       |  |  |       |  |  |                      |  |  |                          |  |
|                                   |                        | Luisa Maria di Borbone-Francia       | Carlo di Borbone-Francia              |  |  |       |  |  |                      |  |  |                          |  |
|                                   |                        | Luisa Maria di Borbone-Francia       | Carlo di Borbone-Francia              |  |  |       |  |  |                      |  |  |                          |  |
|                                   |                        | Luisa Maria di Borbone-Francia       | Carolina di Borbone-Due Sicilie       |  |  |       |  |  |                      |  |  |                          |  |
|                                   |                        | Luisa Maria di Borbone-Francia       |                                       |  |  |       |  |  |                      |  |  |                          |  |